# Front Negre (Països Baixos)
El Front Negre (en neerlandès: Zwart Front) va ser un moviment feixista i neerlandès actiu abans de la Segona Guerra Mundial.
El Front va sorgir de la secció sud de la Lliga General Holandesa Feixista. Les discussions entre l'organitzador regional Arnold Meijer i el líder Jan Baars va acabar amb l'escissió d'un grup de seguidors de Meijer el 1934 liderats per ell. Es va fundar el Front Negre i aviat es va fer càrrec d'una sèrie de moviments més petits, alhora que va obtenir cert suport entre les parts més pobres de la societat. Encara que era semblant a la Lliga General Holandesa Feixista, el Front Negre va emfasitzar una línia més catòlica en sintonia amb les creences religioses de Meijer. Seguint en part el feixisme italià, va adoptar l'uniforme de camisa negra d'aquest moviment alhora que va afegir un emblema únic amb una espasa entre un parell de banyes de moltó.
Tanmateix, el grup va lluitar per aconseguir el suport del Moviment Nacional Socialista als Països Baixos (NSB); va ser rebatejat com a Front Nacional el 1940. El Front Nacional va ser finalment prohibit pels alemanys el 14 de desembre de 1941, juntament amb tots els altres partits polítics holandesos excepte l'NSB. La majoria dels seus membres es van canviar a l'NSB, tot i que Meijer, desil·lusionat, va abandonar la política del tot.